# 1010
1010 (MX) var ett normalår som började en söndag i den julianska kalendern.

## Händelser

### Okänt datum
- Lydynastin grundas i Vietnam (eller 1009).
- Vikingen Torfinn Karlsämne försöker grunda en bosättning i Nordamerika (ungefärligt datum).
- Den persiske poeten Ferdowsi avslutar Shahnameh (Kungarnas bok).
- Den umayyadiske kalifen av Córdoba Hisham II återinsätts och efterträder så Suleiman.
- Eilmer av Malmesbury försöker flyga med en segelflygmaskin som han byggt själv.
- Olof Skötkonung ger stadsprivilegier åt Sigtuna.
- Hösten och vintern blir så kalla, att både Bosporen och till och med Nilen i Egypten blir isbelagda.

## Födda
- Otto av Savojen.
- Mikael IV, bysantinsk kejsare.
- Nicolaus II, född Gerard av Burgund, påve 1058–1061 (född omkring detta år).
- Honorius II, född Petrus Cadalus, motpåve 1061–1064 (född omkring detta år).
- Gunhild, drottning av Sverige 1022–1050, gift med Anund Jakob, och av Danmark 1050–1052, gift med Sven Estridsson.

## Avlidna
- 10 maj – Ansfried, biskop av Utrecht.[1]
- Aimoin, fransk munk och krönikeskrivare.

### Fotnoter
1. ↑  ”Chronology of World History”. Arkiverad från originalet den 12 oktober 2011. https://www.webcitation.org/62NLU2AIL?url=http://www.islandnet.com/~KPOLSSON/worldhis/wor1000.htm. Läst 18 juli 2011.